# Seznam chorvatských královen

Znak Chorvatského království

Toto je seznam chorvatských kněžen a královen. Až na několik výjimek byly nepanujícími manželkami chorvatských panovníků. Od konce 11. století byl titul chorvatského krále sloučen s královským titulem uherským, proto také chorvatské panovnice byly současně uherskými královnami.

## Chorvatské království v rámci unie sUherským královstvím(1102–1918)

### Manželky králů zArpádovské dynastie
| Portrét | Jméno                | Dynastie                        | Narození–úmrtí            | Sňatek         | Královnou od–do | Manžel        |
| ------- | -------------------- | ------------------------------- | ------------------------- | -------------- | --------------- | ------------- |
|         | Felicie Sicilská     | Hautevillové                    | 1078–1102                 | 1097           | 1097–1102       | Koloman       |
|         | Eufémie Kyjevská     | Rurikovci                       | ?–1139                    | 1112           | 1112–1116       | Koloman       |
|         | Kristiana z Capua    |                                 |                           | 1105           | 1116–1121       | Štěpán III.   |
|         | Adéla z Riedenburku  |                                 |                           | 1121           | 1121–1131       | Štěpán III.   |
|         | Helena Srbská        |                                 | po 1109 – po 1146         | 1129           | 1131–1141       | Béla I.       |
|         | Eufrozina Kyjevská   | Rurikovci                       | 1130–1193                 | 1146           | 1146–1162       | Gejza I.      |
|         | Anežka Babenberská   | Babenberkové                    | 1154–1182                 | 1168           | 1168–1182       | Štěpán IV.    |
|         | Anežka de Châtillon  |                                 | 1154–1184                 | asi 1170       | 1172–1184       | Béla II.      |
|         | Markéta Francouzská  | Kapetovci                       | 1158–1197                 | asi 1185       | 1185–1196       | Béla II.      |
|         | Konstancie Aragonská | Barcelonská dynastie            | asi 1182–1222             | 1196           | 1196–1204       | Emerich       |
|         | Gertruda Meranská    | Andechsové                      | asi 1185–1213             | před r. 1203   | 1205–1213       | Ondřej I.     |
|         | Jolanta z Courtenay  | Courtenayové                    | asi 1200–1233             | 1215           | 1215–1233       | Ondřej I.     |
|         | Beatrix d'Este       | Estenští                        | asi 1215–1290             | 1234           | 1270–1245       | Ondřej I.     |
|         | Marie Laskarina      | Laskarisové                     | asi 1206–1270             | 1218           | 1235–1270       | Béla III.     |
|         | Alžběta Kumánská     | Dcera kumánského chána Kuthana. | asi 1240–1290             | asi 1253       | 1270–1272       | Štěpán V.     |
|         | Isabela z Anjou      | Anjouovci                       | asi 1261 – mezi 1290/1304 | 1272           | 1272–1290       | Ladislav III. |
|         | Fenena Kujavská      | Kujavští Piastovci              | 1276–1295                 | 1290           | 1290–1295       | Ondřej II.    |
|         | Anežka Habsburská    | Habsburkové                     | 1280–1364                 | 13. února 1296 | 1296–1301       | Ondřej II.    |

## Manželky králů zAnjouovské dynastie
| Portrét | Jméno                                 | Dynastie          | Narození–úmrtí  | Sňatek           | Královnou od–do | Manžel           |
| ------- | ------------------------------------- | ----------------- | --------------- | ---------------- | --------------- | ---------------- |
|         | Marie Bytomská                        | Slezští Piastovci | 1282/84–1317    | 1306             | 1306–1317       | Karel I. Robert  |
|         | Beatrix Lucemburská                   | Lucemburkové      | 1305–1319       | 1318             | 1318–1319       | Karel I. Robert  |
|         | Alžběta Polská (Elżbieta Łokietkówna) | Piastovci         | 1305–1380       | 6. července 1320 | 1320–1342       | Karel I. Robert  |
|         | Markéta Lucemburská                   | Lucemburkové      | 1335–1349       | 1342             | 1342–1349       | Ludvík I. Veliký |
|         | Alžběta Bosenská                      |                   | okolo 1340–1387 | 20. června 1353  | 1370–1382       | Ludvík I. Veliký |

### Manželky králů pocházejících z různých rodů
| Portrét | Jméno               | Dynastie                | Narození–úmrtí | Sňatek             | Královnou od–do | Manžel              |
| ------- | ------------------- | ----------------------- | -------------- | ------------------ | --------------- | ------------------- |
|         | Marie Uherská       | Anjouovci               | 1371–1395      | 15. listopadu 1385 | 1382–1385       | Zikmund Lucemburský |
|         | Markéta z Durazza   | Anjouovci               | 1347–1412      | 1369               | 1385–1386       | Karel II. Drački    |
|         | Marie Uherská       | Anjouovci               | 1371–1395      | 15. listopadu 1385 | 1386–1395       | Zikmund Lucemburský |
|         | Barbora Cellská     |                         | 1390–95–1451   | 1408               | 1408–1437       | Zikmund Lucemburský |
|         | Alžběta Lucemburská | Lucemburkové            | 1409–1442      | 1421               | 1437–1440       | Albrecht II.        |
|         | Kateřina z Poděbrad | dcera Jiřího z Poděbrad | 1449–1464      | 1. května 1461     | 1461–1464       | Matyáš Korvín       |
|         | Beatrix Neapolská   | Trastámarové            | 1457–1508      | 22. prosince 1476  | 1476–1490       | Matyáš Korvín       |

### Manželky králů zJagellonské dynastie
| Portrét | Jméno                  | Dynastie     | Narození–úmrtí | Sňatek         | Královnou od–do | Manžel        |
| ------- | ---------------------- | ------------ | -------------- | -------------- | --------------- | ------------- |
|         | Beatrix Neapolská      | Trastámarové | 1457–1508      | 4. října 1490  | 1490–1500       | Vladislav II. |
|         | Anna de Foix a Candale | Graillyové   | 1484–1506      | 29. září 1502  | 1502–1506       | Vladislav II. |
|         | Marie Habsburská       | Habsburkové  | 1505–1558      | 13. ledna 1522 | 1522–1526       | Ludvík II.    |

### Manželka krále Jana Zápolského
| Portrét | Jméno               | Dynastie   | Narození–úmrtí | Sňatek | Královnou od–do | Manžel       |
| ------- | ------------------- | ---------- | -------------- | ------ | --------------- | ------------ |
|         | Isabela Jagellonská | Jagellonci | 1519–1559      | 1539   | 1539–1540       | Jan Zápolský |

### Manželky králů zHabsburské dynastie
| Portrét | Jméno                                       | Dynastie              | Narození–úmrtí | Sňatek            | Královnou od–do | Manžel                        |
| ------- | ------------------------------------------- | --------------------- | -------------- | ----------------- | --------------- | ----------------------------- |
|         | Anna Jagellonská                            | Jagellonci            | 1503–1547      | 25. květen 1521   | 1531–1547       | Ferdinand I.                  |
|         | Marie Španělská                             | Španělští Habsburkové | 1528–1603      | 13. září 1548     | 1563–1576       | Maxmilián I.                  |
|         | Anna Tyrolská                               | Rakouští Habsburkové  | 1585–1618      | 4. prosinec 1611  | 1612–1619       | Matyáš II.                    |
|         | Eleonora Gonzagová                          | Gonzagové             | 1598–1655      | 4. únor 1622      | 1622–1637       | Ferdinand II.                 |
|         | Marie Anna Španělská                        | Španělští Habsburkové | 1606–1646      | 20. únor 1631     | 1637–1646       | Ferdinand III.                |
| Portrét | Jméno                                       | Dynastie              | Narození–úmrtí | Sňatek            | Královnou od–do | Manžel                        |
|         | Marie Leopoldina Tyrolská                   | Rakouští Habsburkové  | 1632–1649      | 2. červenec 1648  | 1648–1649       | Ferdinand III.                |
|         | Eleonora Magdalena Gonzagová                | Gonzagové             | 1630–1686      | 30. duben 1651    | 1651–1657       | Ferdinand III.                |
|         | Markéta Tereza Habsburská                   | Španělští Habsburkové | 1651–1673      | 12. prosinec 1666 | 1666–1673       | Leopold I.                    |
|         | Klaudie Felicitas Tyrolská                  | Rakouští Habsburkové  | 1653–1676      | 15. říjen 1673    | 1673–1676       | Leopold I.                    |
| Portrét | Jméno                                       | Dynastie              | Narození–úmrtí | Sňatek            | Královnou od–do | Manžel                        |
|         | Eleonora Magdalena Falcko-Neuburská         | Wittelsbachové        | 1655–1720      | 14. prosinec 1676 | 1676–1705       | Leopold I.                    |
|         | Vilemína Amálie Brunšvická                  | Welfové               | 1673–1742      | 24. únor 1699     | 1705–1711       | Josef I.                      |
|         | Alžběta Kristýna Brunšvicko-Wolfenbüttelská | Welfové               | 1691–1750      | 1. srpen 1708     | 1711–1740       | Karel III.                    |
|         | Marie Terezie                               | Habsburkové           | 1717–1780      | 12. únor 1736     | 1740–1780       | František I. Štěpán Lotrinský |
| Portrét | Jméno                                       | Dynastie              | Narození–úmrtí | Sňatek            | Královnou od–do | Manžel                        |

## Království chorvatsko-slavonské(1744–1849a1868–1918)

### Manželky králů zHabsbursko-Lotrinské dynastie
| Portrét | Jméno                           | Dynastie              | Narození–úmrtí | Sňatek         | Královnou od–do | Manžel             |
| ------- | ------------------------------- | --------------------- | -------------- | -------------- | --------------- | ------------------ |
|         | Marie Ludovika Španělská        | Bourbon-Anjou         | 1745–1792      | 16. února 1764 | 1790–1792       | Leopold II.        |
|         | Marie Tereza Neapolsko-Sicilská | Bourbon-Obojí Sicílie | 1772–1807      | 15. srpna 1790 | 1792–1807       | František I.       |
|         | Marie Ludovika Beatrix z Modeny | Este                  | 1787–1816      | 6. ledna 1808  | 1808–1816       | František I.       |
|         | Karolína Augusta Bavorská       | Wittelsbachové        | 1792–1873      | 24. září 1816  | 1816–1835       | František I.       |
|         | Marie Anna Savojská             | Savojští              | 1803–1884      | 1831           | 1835–1845       | Ferdinand V.       |
|         | Alžběta Bavorská                | Wittelsbachové        | 1837–1898      | 24. dubna 1854 | 1854–1898       | František Josef I. |
|         | Zita Bourbonsko-Parmská         | Bourbon-Parma         | 1892–1989      | 21. října 1912 | 1916–1918       | Karel IV.          |

## Království Srbů, Chorvatů a Slovinců, Království Jugoslávie

### Manželky králů zrodu Karađorđević
| Portrét | Jméno                          | Dynastie        | Narození–úmrtí | Sňatek         | Královnou od–do | Manžel      |
| ------- | ------------------------------ | --------------- | -------------- | -------------- | --------------- | ----------- |
|         | Marie Hohenzollern-Sigmaringen | Hohenzollernové | 1900–1961      | 8. června 1922 | 1922–1934       | Alexandr I. |

## Nezávislý stát Chorvatsko

### Manželky králů zrodu Savojští
| Portrét | Jméno                | Dynastie             | Narození–úmrtí | Sňatek | Královnou od–do | Manžel       |
| ------- | -------------------- | -------------------- | -------------- | ------ | --------------- | ------------ |
|         | Irena Řecká a Dánská | Oldenburská dynastie | 1904–1974      | 1939   | 1941–1943       | Tomislav II. |